# Лебанон Јанкшон (Кентаки)
Лебанон Јанкшон (енгл. Lebanon Junction) град је у америчкој савезној држави Кентаки.

## Демографија
По попису из 2010. године број становника је 1.813, што је 12 (0,7%) становника више него 2000. године.
| Група             | 2000.         | 2010.         |
| Белци             | 1.760 (97,7%) | 1.739 (95,9%) |
| Афроамериканци    | 10 (0,6%)     | 11 (0,6%)     |
| Азијати           | 1 (0,1%)      | 2 (0,1%)      |
| Хиспаноамериканци | 11 (0,6%)     | 23 (1,3%)     |
| Укупно            | 1.801         | 1.813         |